# Tietkensia
Tietkensia é um género botânico pertencente à família Asteraceae. Contém uma única espécie, Tietkensia corrickiae P.S.Short.